# Chitinozoa
A Chitinozoa ismeretlen élőlények lombikszerű szerves falú mikrofosszíliáinak csoportja. E milliméteres élőlények az ordovíciumtól a devonig (vagyis a középső paleozoikumban) gyakoriak az egész Föld majdnem minden tengeri üledékében. E széles elterjedés és gyors evolúciójuk hasznos biosztratigráfiai markerekké teszik.
Különös alakjuk besorolásukat és ökológiai rekonstrukciójukat megnehezíti. 1931-es felfedezésük óta protisztákkal, növényekkel, gombákkal és tengeri állatok petéivel vagy juvenilis állapotával is rokonították, de 2020-ban kimutatták, hogy egy ismeretlen kapcsolatokkal rendelkező protiszta héjairól van szó. Ismertebbé váltak, ahogy a mikroszkópia fejlődése könnyítette szerkezetük tanulmányozását.
Ökológiájában is sok a spekuláció: egyesek a vízben úszhattak, mások más élőlényhez kapcsolódhattak. Legtöbb fajuk életfeltételei specifikusak voltak, és bizonyos környezetekben voltak gyakoriak. Mennyiségük szezonálisan változhatott.

## Anatómia
Tagjai 50–2000 μm hosszúak. Fénymikroszkópon sötétek vagy átlátszatlanok. Anatómiájuk nagy, sugarasan szimmetrikus kamrájuk köré épül, melyben központi üregét 2 réteg kitinszerű anyag veszi körül. A kamra a fő nyílás, az apertura felé szűkül, de egy kerek rész megakadályozza a környezettel való közvetlen érintkezést. Ez, ha az apertura végén van, operculum, ha a nyakban, proszóma. Az apertura pereme, a gallér gyakran különleges formájú vagy textúrájú.
Az alap ezzel ellentétes oldalon van, és a belső rétegből származó díszekkel rendelkezhet. Széle, a bazális perem éles sugaras tányérrá (carina) tágulhat. Nagy tüskék vagy ágak (processus) is eredhetnek innen. A szubsztrátokhoz vagy egymáshoz nagy láncokban rögzülő tagok alapközpontját apikális szerkezetek egészítik ki, melyek lefelé nőnek a rögzülést segítve.
A külső díszek gyakran megmaradnak a fosszíliák felszínén szőrökként, körökként vagy kiemelkedésekként, melyek néha a kamrához hasonló méretűek. Körük és összetettségük idővel nőtt, míg az élőlények mérete csökkent. A legkorábbi ordovíciumi fajok nagyok és sima falúak voltak, a középső ordovíciumban nagy, bővülő változatosság és üreges kiemelkedések voltak. A rövidebb kiemelkedések általában tömörek, a nagyobbak üregesek, a legnagyobbak belső szerkezete szivacsos. Azonban ezek se hagytak nyomot a belső falon, vagyis feltehetően szekretáltak vagy kívülről csatoltak voltak. Vitatott a falak rétegszáma: legfeljebb 3 rétegről számoltak be, a belső fal gyakran díszes, egyes példányok azonban csak 1 réteget mutattak. A több fal az élőlény szerkezetére utalhat, de megőrzési folyamat része is lehet.
Nem találtak juvenilis Chitinozoa-példányt, ez alapján vagy nem „nőttek”, vagy vedlettek (valószínűtlen), vagy a fosszilizálható részek csak a fejlődés után jöttek létre. Azonban egy 2019-es tanulmány szerint a Desmochitina-példányok változatossága alapján növekedhettek.
Számos tag izolált fosszíliaként jelenik meg, de apertura–bázis kapcsolatú többhéjú láncok ismertek minden génuszból. A hosszú láncok helikális alakzatokká állhatnak össze. Néha találnak szerves „kokonba” álló fürtöket vagy kondenzált láncokat.

## Csoportosítás

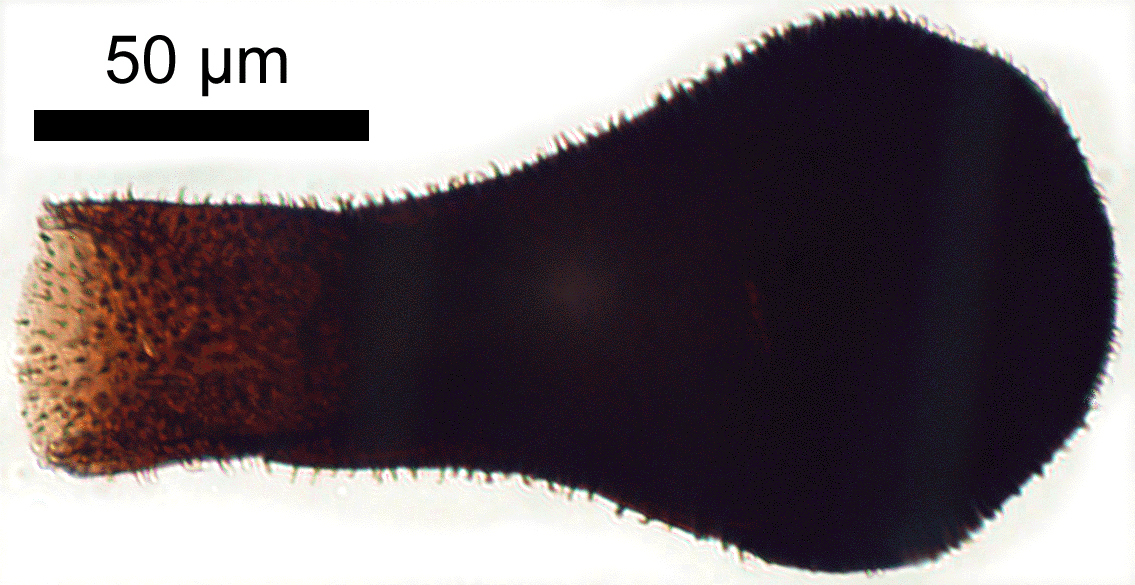
A pásztázó elektronmikroszkópos képek jobbak, mint a transzmissziós elektronmikroszkóposak.

Alfred Eisenack eredeti leírása a Chitinozoáról 3 családba és 7 génuszba sorolta (közülük a Mirachitina nem a Chitinozoa tagja) morfológiai alapon. Az idő előrehaladtával újabb génuszokat azonosítottak, eleinte évente. 1931-es közlése óta Eisenack eredeti besorolását e felfedezések és a mikroszkópia fejlődése tovább bővítette. A pásztázó elektronmikroszkóp 1970-es évekbeli megjelenése lehetővé tette a felszíni díszek jobb észlelését, ami az azonosításban nagyon fontos. A korábban elérhetőnél jobb minőségűek a modern mikroszkópos képek, ahol rosszul megőrzött példányok és kevésbé fejlett mikroszkópok voltak használatban.
Az Eisenack által javasolt eredeti 3 család az akkori legjobb, nagyrészt az élőlényláncok jelenlétén vagy hiányán és a kamraalakon alapuló lehetséges besorolás volt. A rendeket a linnéi taxonómiának való megfeleléshez módosították, a rokon taxonokat közelebb helyezve. Ezt az Eisenack csoportjai tagjai ismertetőjegyeinek megkülönböztetését lehetővé tevő tudományos előrehaladás tette lehetővé. Az alap és a nyak jellemzői, a tüskék jelenléte, a perforációk és kapcsolatok a leghasznosabb diagnosztikai jellemzők.
A Chitinozoa két rendet tartalmaz. Az Operculatifera az elkülönülő nyak nélküli, operculummal rendelkező fajokat, míg a Prosomatifera a proszómával és elkülönülő nyakkal rendelkezőket tartalmazza.

## Kapcsolat

### Fiatal graptoliták

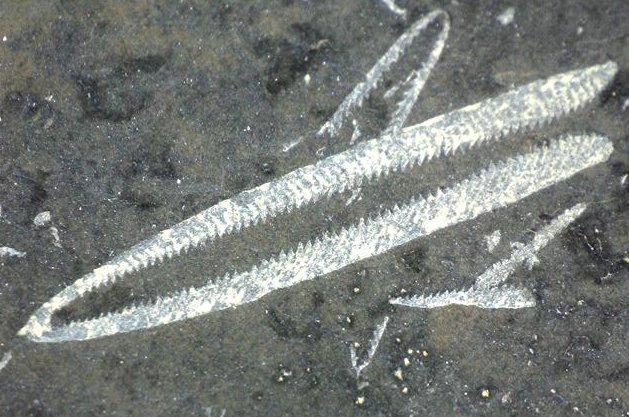
A Chitinozoa juvenilis graptolitákból állhatott

A graptoliták kolóniaképző szerves falú élőlények, melyek nagy része az ordovíciumtól a devonig élt, életciklusuk csak részben ismert, és nem ismert szaporodásuk. Feltételezések szerint a Chitinozoa a sicula előtti állapotukat, vagyis a kolónia ivaros szaporodása és az új kolónia képződése közti szakaszt jelentheti. Ezt támasztja alá a graptolita- és Chitinozoa-fosszíliák együttes jelenléte, melyek gyakorisága egymást tükrözi. A fosszíliák hasonló összetételét mindkét oldalon felhozzák: támogatói szerint az azonos kémiai keret a kettő közti kapcsolatot mutatja, azonban ez azt jelenti, hogy az egyik megőrzését segítő körülmények a másikét is segítik, és a fosszíliák kivonásához használt preparációs technikák szintén hasonlóan hatnak a két csoportra. Tehát a két fosszília együttes jelenlétét a hasonló összetétel is okozhatja. E hipotézis nem magyarázza azonban a Chitinozoa folyamatos jelenlétét a középső devon után, amikor a graptoliták egyre ritkábbá váltak.

### Peték

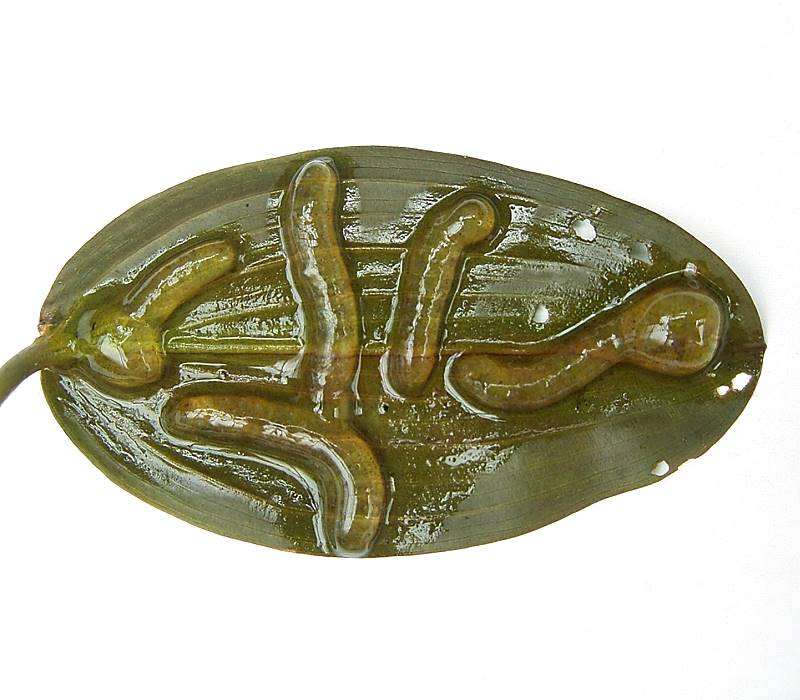
A Chitinozoa csigapetezsákokat képviselhetett.

A Chitinozoa héja rögzített volt – részei nem mozoghattak vagy foroghattak. Ez alapján valószínűleg tárolási céljuk volt, megvédendő tartalmukat – hogy volt „hibernáló”, cisztába zárt élőlény vagy több pete. Számos érv szól a Chitinozoa–Annelida vagy –Gastropoda kapcsolat mellett, és lehetséges, hogy a két csoport konvergens jellemzője a Chitinozoa. A spirális Chitinozoa-láncok alapján korábban spirálisan barázdálódó élőlény, például csiga általi kiadásukat feltételezték. Ha ez igaz, az egyenes láncok az egyenes Annelidának vagy más élőlényeknek tulajdoníthatók.
A Soom, egy dél-afrikai ordovíciumi lagerstätte kutatásai során számos más élőlény mellett Chitinozoa-tagokat is találtak. Feltehetően ha az őket létrehozó élőlény fosszilizálható volt, jelen kellett volna lenniük a biótában, de nem voltak ott csigák vagy graptoliták. A legtöbb ott élt élőlény számos okból kizárható, de a soksertéjűek, a Promissum és az ortokon fejlábúak kapcsolódhatnak hozzá. Azonban a Chitinozoát e csoportokhoz kötő bizonyítékok legalább kérdésesek.

### Protiszták
Alfred Eisenack eredeti feltételezése az volt, hogy a Chitinozoa a héjas amőbák része, mivel hasonló kitinalapú héjakat hoznak létre a csoport élő tagjai. Azonban ezek kémiája a fosszíliákétól eltér, és a modern héjas amőbák szinte kizárólag édesvíziek. Egy évvel később elhagyta ezen ötletet.
Obut (1973) érvei szerint ezen élőlények a ma az Alveolata csoportba tartozó páncélos ostorosokhoz hasonló egysejtű „növények” voltak. Azonban a tüskék és a függelékek kívül vannak, csak állatok képesek erre. Ezenkívül nem ismert a kokonhoz hasonló külső borítás ezen országban.
A csillós Tintinnida cisztáiról is feltételeztek kapcsolatot a Chitinozoával.
2020-ban különösen jól megőrzött Chitinozoa-maradványokat írtak le, kisebb héjakkal a nagyobbakban, így feltehetően ivartalanul szaporodott.

## Ökológia
A fosszíliák tengeri üledékre való korlátozódása alapján a tengerekben éltek, vagyis három fő életmódot folytathattak:
- infaunális – üledékben élő
- bentikus – tengerfenéken élő, esetleg helyhez kötött
- pelágikus – vízben szabadon úszó

A Chitinozoa nem élhetett infaunálisan, mivel a fosszíliák az őket lerakó áramlatnak megfelelő irányban találhatók – mivel nem rögzítette semmi az aljzathoz, le kellett esniük.
A díszek alapján kideríthető a válasz. Míg egyes esetekben feltételezhető védelmi cél – az edény nagyobbá, így kevésbé emészthetővé tétele –, elképzelhető, hogy a kitüremkedések a tengerfenékhez rögzíthették az élőlényeket. Azonban alacsony sűrűségű szerkezetük ezt valószínűtlenné teszi: lehetséges, hogy ezeket más élőlényekhez tapadásra használták. A hosszabb tüskék továbbá növelik a felhajtóerőt a Rayleigh-számot csökkentve (vagyis a víz viszkozitását fontosabbá téve) – tehát legalábbis a hosszú tüskéjű tagok planktonikusak lehettek. Azonban egyes tagok falai túl vastagok és sűrűk voltak ehhez.

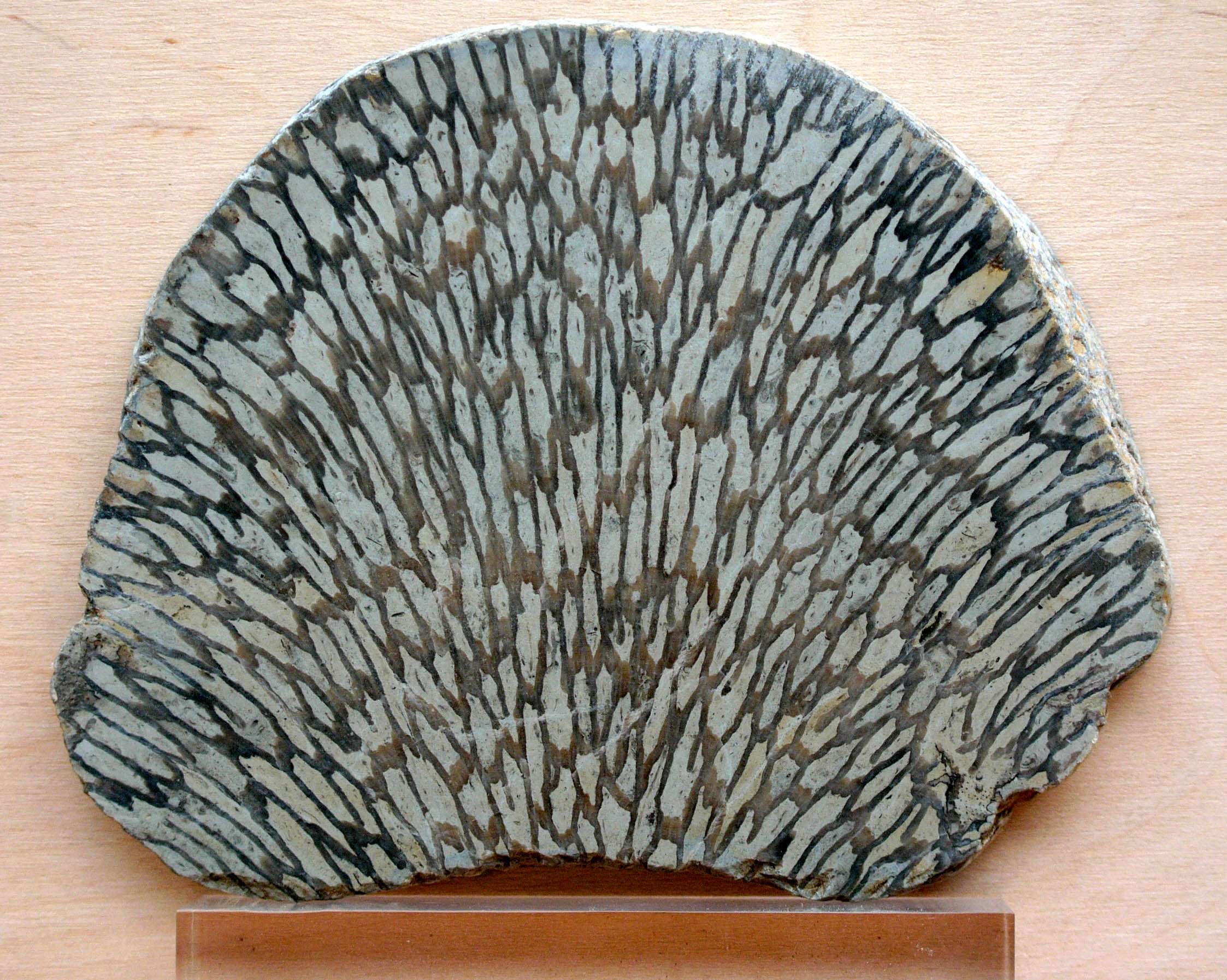
Gotlandi szilur korallfosszília

Bár kevés ismeret van a többi élőlénnyel való kapcsolataikról, egyes tagok héjaiban való kis lyukak bizonyítják, hogy voltak parazitáik. Bár egyes formákat a diagenezissel keletkezett pirit bomlásakor létrejövő nyomoknak tekintettek, a feltehetően az élőlény nagy részét kamra körüli hengeres lyukak csoportosulása bizonyítja a biológiai okot. A napi növekedési jelzésekkel rendelkező gotlandi korallokat a Chitinozoával együtt találták, lehetővé téve azok mennyiségének szezonális változását. Késő ősszel volt mennyiségük a legnagyobb, a különböző fajok maximumai különböző időpontokban voltak. Hasonló minta figyelhető meg a mai trópusi zooplanktonban. A szokások diverzitásával függ össze a vízmélység és a parttól való távolság. A különböző fajok különböző mélységben voltak legtöbben. A mintegy 40 km-re a parttól lévő mélyebb vizek voltak a legtöbb fajnak optimálisak, de egyes fajok igen sekély vízben éltek. Általában a Chitinozoa ritkább volt turbulens vizekben vagy zátonyokban, ami az ilyen környezetek kerülését jelentheti vagy az üledékfókuszálás hatása is lehet. A Chitinozoa sekélyebb vízben is ritkább lehetett, de a fordítottja nem feltétlenül igaz. Nem éltek édesvízben.

## Sztratigráfiai alkalmazás
Mióta Alfred Eisenack először felismerte és elnevezte „kitines kinézetükről” 1930-ban, a Chitinozoa hasznos korjelző az ordovícium, szilur és devon korokhoz. Hasznosságukat gyors morfológiai evolúciójuk, gyakoriságuk – egyes fajok közel 1000 héjjal rendelkeznek grammonként –, a könnyű azonosítás (az alakbeli változatosság miatt) és a legtöbb faj rövid (<10 000 000 év) élettartama okozza. Ezenkívül széles körben elterjedtek, és számos fáciesben előfordulnak, könnyítve a korrelációt, továbbá gyakran felismerhetők igen erősen metamorf kőzetekben is. Azonban a morfológiai forma hasonló környezetekhez való konvergenciája adott faj több, egymástól térben és időben igen elkülönülő, de hasonló környezetű helyen való hibás felismerését okozhatja, ami súlyos problémákat okozhat az élőlények azonos fajúnak tekintésekor. Az Acritarcha mellett a Chitinozoa volt az egyetlen megbízható mód paleozoikumi egységek összekapcsolására az 1960-as évekig, amikor a konodonták és graptoliták részletes tanulmányozása sztratigráfiailag teljesen megfelelővé vált.
A legrégebbi Chitinozoa-tagok foszfatizáltak voltak, és az Eisenackitina tagjai. A középső kambriumtól (wuliui) éltek a Gaotai-formációban, több mint 20 millió évig, mielőtt a csoport másutt az ordovíciumban megjelent. A Chitinozoa feltehetően a devon végén halt ki, a karbon és perm kori maradványok megváltozott fosszíliák vagy gombaspórák lehettek.

## Fordítás
Ez a szócikk részben vagy egészben  a   Chitinozoan című angol Wikipédia-szócikk ezen változatának fordításán alapul.  Az eredeti cikk szerkesztőit annak laptörténete sorolja fel. Ez a jelzés csupán a megfogalmazás eredetét és a szerzői jogokat jelzi, nem szolgál a cikkben szereplő információk forrásmegjelöléseként.